# Карнегин
Карнегин (пектенин) — алкалоид тетрагидроизохинолинового ряда. Выделен в 1901 г. из произрастающего в Мексике кактуса Cereus pecten aboriginum Engelm и в 1928 г. — из кактуса Карнегия (Carnegia gigantea), по которому и получил своё название.
Представляет собой густое масло, кипящее при 170 °C. Не обладает оптической активностью. Образует хорошо кристаллизующиеся соли и моноиодметилат.

## Синтез
Синтез возможен из 3,4-диметоксифенетиламина. Он циклизуется с уротропином. Затем происходит асимметричное гидроцианирование в положении 1 и защита амина трифторацетильной группой. Гидролиз и этерификация метанолом превращают нитрил в метиловый эфир карбоновой кислоты, при этом трифторацетильная группа отщепляется. Аминогруппа защищена карбоксибензильной группой, а сложный эфир восстанавливается алюмогидридом лития до гидроксиметильной группы, которая затем тозилируется. Дальнейшая реакция с алюмогидридом лития дает метильную группу. После снятия защиты триметилсилилтрифлатом образуется сальсолидин, который при реакции с формальдегидом в ацетонитриле и восстановлении цианоборогидридом натрия дает карнегин.
Другой, также энантиоселективный синтез основан на ключевом этапе сопряжённого присоединения по Михаэлю фенилэтиламина к хиральному этинилсульфоксиду.